# Самусь Микола Миколайович
Микола Миколайович Самусь (нар. 8 грудня 1949, Київ) — російський астроном, спеціаліст зі змінних зір, головний редактор Загального каталогу змінних зір. Доктор фізико-математичних наук, провідний науковий співробітник Відділу нестаціонарних зір та зоряної спектроскопії Інституту астрономії РАН. Співголова Міжнародної громадської організації «Астрономічне товариство». Член Вченої ради Московського планетарію. Лауреат премії імені Ф. О. Бредіхіна (2007).

## Біографія
Народився в Києві 8 грудня 1949 року. Закінчив школу № 52 у Москві.
У 1973 році з відзнакою закінчив фізичний факультет МДУ та вступив до аспірантури кафедри зоряної астрономії та астрометрії. Його науковим керівником був Борис Кукаркін, який був головним укладачем Загального каталогу змінних зір, — пізніше цю роботу взяв на себе Самусь.
У 1973—1978 роках — асистент кафедри зоряної астрономії та астрометрії МДУ.
У 1978 році перейшов на основну роботу в Інститут астрономії РАН (колишня Астрономічна Рада при АН СРСР). Протягом багатьох років очолює об'єднану групу дослідників змінних зір Інституту астрономії та ДАІШ.
Бере участь в інтелектуальних іграх, є багаторазовим переможцем «Своєї гри», чемпіоном «Автомобільного кубка-2009».

## Наукова діяльність
Основні наукові інтереси — змінні зорі та кулясті зоряні скупчення. Є головним редактором Загального каталогу змінних зір — найавторитетнішого в світі видання такого роду. Кандидатська і докторська дисертації були присвячені зоряним скупченням.
Спільно з Мироновим показав, що у Галактиці існують дві популяції кулястих скупчень, які сформувалися зі значною різницею у віці. Керував роботами з визначення віку зоряних скупчень, відстані до них і міжзоряного поглинання з діаграм Герцшпрунга-Расселла. З кінця 1980-х був одним з ініціаторів масових вимірювань десятків тисяч променевих швидкостей цефеїд, які дозволили дослідити динаміку кулясних скупчень та дослідити їх масу.

## Громадська діяльність
Член Міжнародного астрономічного союзу, президент Комісії № 6 Міжнародного астрономічного союзу. Співголова громадської організації «Астрономічне товариство».
Є одним з активістів, які намагаються повернути астрономію до шкіл і педагогічних вишів Росії та відстояти проведення астрономічних олімпіад усіх рівнів.
Викладає в МДУ, виступає з науково-популярними лекціями. Є членом вченої ради Московського планетарію.

## Нагороди
- Премія імені Ф. О. Бредіхіна РАН (спільно з Л. М. Бердніковим та О. С. Расторгуєвим) — за цикл робіт «Комплексні дослідження класичних цефеїд»
- 2003 року на честь Н. Н. Самуся названий астероїд 10718 Самусь, відкритий в 1985 Миколою Черних (2003)[6].